# Metajana chanleri
Metajana chanleri is een vlinder uit de familie spinners (Lasiocampidae). De wetenschappelijke naam van deze soort is voor het eerst geldig gepubliceerd in 1896 door Holland.
De soort komt voor in tropisch Afrika.